# 대구 읍내동 마애불상
읍내동 마애불상은 대한민국 대구광역시 북구 읍내동에 있다.

## 개요
읍내동 마애불상은 병풍처럼 둘러선 화강암 바위에 영산회상도를 그린것이다.